# Novokračine
Novokračine este o localitate din comuna Ilirska Bistrica, Slovenia, cu o populație de 225 de locuitori.